# Amphisphaeria multipunctata
Amphisphaeria multipunctata är en svampart som tillhör divisionen sporsäcksvampar, och som först beskrevs av Karl Wilhelm Gottlieb Leopold Fuckel, och fick sitt nu gällande namn av Franz Petrak. Amphisphaeria multipunctata ingår i släktet Amphisphaeria, och familjen Amphisphaeriaceae. Arten är reproducerande i Sverige.